# Eustachys
Eustachys es un género de plantas herbáceas perteneciente a la familia de las poáceas. Es originario de América tropical y en Sudáfrica.

## Descripción
Son plantas perennes o anuales cespitosas, a menudo con estolones cortos. Tallos fistulosos. Vainas marcadamente carinadas; la lígula una membrana ciliada; láminas lineares, aplanadas o plegadas, el ápice generalmente obtuso. Inflorescencia solitaria, terminal, de varios verticilos de espigas unilaterales ascendentes con espiguillas dispuestas densamente en los lados inferiores de un raquis triquetro delgado. Espiguillas fuertemente comprimidas lateralmente, con 1 flósculo bisexual y 1 flósculo terminal rudimentario, estéril o raramente estaminado; desarticulación arriba de las glumas; glumas desiguales, membranáceas, carinadas, la inferior angosta, acuminada, 1-nervia, la superior oblonga, aplanada en la parte dorsal, el ápice 2-lobado, la nervadura única saliendo como una arista corta, subapical; lema fértil ancha, carinada, obtusa, sin arista o casi sin arista, pardo oscuro brillante, con un callo corto truncado, 3-nervia, las nervaduras laterales cerca de los márgenes; pálea más corta que la lema, 2-carinada; raquilla inflada, con una lema rudimentaria claviforme truncada; lodículas 2, adnatas a la pálea; estambres 3; estigmas 2. Fruto una cariopsis sulcada; embrión de 1/3 la longitud de la cariopsis; hilo punteado.

## Taxonomía
El género fue descrito por Nicaise Augustin Desvaux y publicado en Nouveau Bulletin des Sciences, publié par la Société Philomatique de Paris 2: 188. 1810. La especie tipo es: Eustachys petraea (Sw.) Desv.
Etimología
Eustachys: nombre genérico que deriva de las palabras griegas: eu  (bueno o bonito) y stachys = (espiga de trigo, pico), los numerosos picos y lemas de color marrón oscuro haciendo que la inflorescencia sea distintiva.
Citología
Número de la base del cromosoma, x = 10. 2n = 40. 4 ploid.

## Especies aceptadas
A continuación se brinda un listado de las especies del género Eustachys aceptadas hasta mayo de 2015, ordenadas alfabéticamente. Para cada una se indica el nombre binomial seguido del autor, abreviado según las convenciones y usos.	
1. Eustachys bahiensis (Steud.) Herter
2. Eustachys brevipila (Roseng. & Izag.) Caro & E.A.Sánchez
3. Eustachys calvescens (Hack.) Caro & E.A.Sánchez
4. Eustachys caribaea (Spreng.) Herter
5. Eustachys distichophylla Nees
6. Eustachys floridana Chapm.
7. Eustachys glauca Chapm.
8. Eustachys neglecta (Nash) Nash
9. Eustachys paranensis A.M.Molina
10. Eustachys paspaloides (Vahl) Lanza & Mattei
11. Eustachys petraea (Sw.) Desv.
12. Eustachys retusa (Lag.) Kunth
13. Eustachys swalleniana A.M.Molina
14. Eustachys tenera (J.S.Presl) A.Camus
15. Eustachys uliginosa (Hack.) Herter